# إيلي ديكر
إيلي ديكر (بالهولندية: Elly Dekker) هي أكاديمية هولندية، ولدت في 1943 في هارلم في هولندا.